# Marmolada
Marmolada (italijansko: Marmolada, ladinsko Marmoleda, nemško: Marmolata) je gora v severni Italiji, ki je s svojimi 3343 m nadmorske višine najvišja gora v Dolomitih. Ob jasnem dnevu je z nje mogoče videti Jadransko morje in Benetke. 
Južna stran gore je izredno prepadna in strma. Na severni strani gore pa je ledenik Ghiacciaio della Marmolada, ki je največji v Dolomitih. Goro sestavlja več vrhov, katerih nadmorska višina pada od zahoda proti vzhodu. Ti vrhovi so: Punta Penia (3343 m), Punta Rocca (3309 m), Punta Obretta (3230 m), Monte Serauta (3069 m) in Pizzo Serauta (3035 m). Gora je skozi vse leto zelo obiskana turistična točka: pozimi jo obiskujejo smučarji, poleti pa planinci in turisti, ki se lahko vse do  Punta Rocce povzpnejo z žičnico.
Pred prvo svetovno vojno je čez goro potekala meja med Italijo in Avstro-Ogrsko. Med vojno pa so njeni vrhovi in ledenik pod njo postali prva bojna črta t. i. tirolske fronte. Leta 2022 se je z enega izmed ledenikov podrl serak, ki je pod seboj ubil 11 ljudi.